# Jack Clayton
Jack Clayton (ur. 1 marca 1921 w Brighton, zm. 26 lutego 1995 w Slough w hrabstwie Berkshire) – brytyjski reżyser i producent filmowy.
Był nominowany do Oscara za reżyserię filmu Miejsce na górze (1959).

## Filmografia
- Miejsce na górze (1959)
- W kleszczach lęku (1961)
- Zjadacz dyń (1964)
- Dom matki (1967)
- Wielki Gatsby (1974)
- Coś paskudnego tu nadchodzi (1983)
- Samotna pasja Judith Hearne (1987)
- Memento Mori (1992)